# Communauté de communes du Pays des Géants
La communauté de communes du Pays des Géants  est une ancienne communauté de communes française, située dans le département du Nord et la région Nord-Pas-de-Calais, arrondissement de Dunkerque.

## Histoire

### Composition
La communauté de communes du pays des Géants regroupait 7 communes.
| Code INSEE | Commune                | Maire                    | Population | Superficie | Densité      | Délégués |
| ---------- | ---------------------- | ------------------------ | ---------- | ---------- | ------------ | -------- |
| 59189      | Eecke                  | Robert Leconte           | 891 hab.   | 10,29 km2  | 87 hab./km²  |          |
| 59318      | Houtkerque             | Francis Behaegel         | 858 hab.   | 13,13 km2  | 65 hab./km²  |          |
| 59453      | Oudezeele              | Alain Bonnet             | 531 hab.   | 9,35 km2   | 57 hab./km²  |          |
| 59546      | Saint-Sylvestre-Cappel | Marie-Madeleine Campagne | 1 094 hab. | 8,16 km2   | 134 hab./km² |          |
| 59580      | Steenvoorde            | Jean-Pierre Bataille     | 4 128 hab. | 29,82 km2  | 138 hab./km² |          |
| 59587      | Terdeghem              | Irène Visticot           | 553 hab.   | 8,82 km2   | 63 hab./km²  |          |
| 59662      | Winnezeele             | Paul Dequidt             | 1 121 hab. | 15,00 km2  | 75 hab./km²  |          |
| Totaux     | 7 communes             | 7 communes               | 9 100 hab. | 94,56 km2  | 96 hab./km²  | 34       |

### Dissolution
Le 1er janvier 2014, l'intercommunalité, la communauté de communes du Pays de Cassel, la communauté de communes de l'Houtland, la communauté de communes de la Voie romaine, la communauté de communes Monts de Flandre - Plaine de la Lys (hormis Sailly-sur-la-Lys) et la Communauté de communes rurales des Monts de Flandre ainsi que les 3 communes de Blaringhem, Hazebrouck et Wallon-Cappel ne faisant partie d'aucune intercommunalité s'unissent pour former la communauté de communes de Flandre intérieure.

## Politique et administration

### Présidents
| Période     | Fonctions      | Nom(s)                                                                                   |
| ----------- | -------------- | ---------------------------------------------------------------------------------------- |
| 2008 - 2014 | Président      | Jean-Pierre Bataille (UMP)                                                               |
| 2008 - 2014 | Vice-président | Paul Dequidt, Irène Visticot, Francis Behaegel, Marie-Madeleine Campagne, Éric Derudder. |

### Régime fiscal
Fiscalité additionnelle

### Compétences
La communauté de communes du Pays des Géants est compétente dans les secteurs suivants :
- Développement économique ;
- Action sociale ;
- Activités culturelles ou socioculturelles ;
- Collecte et Traitement des déchets des ménages et déchets assimilés ;
- Constitution de réserves foncières ;
- Création, aménagement, entretien de la voirie. Cette compétence a permis de réaliser un chantier important sur les 7 communes: voté par le conseil communautaire, il a permis la mise à niveau de la totalité de la voirie des 7 communes. Un chantier étalé sur 2 exercices et qui a consisté à étaler 60 000 tonnes d'enrobé. Le souhait de Jean-Pierre Bataille, président de la CCPG et du conseil communautaire d'avoir une même qualité de voirie sur l'ensemble du territoire a pu ainsi être réalisé ;
- Création, aménagement, entretien et gestion de zone d'activités industrielle, commerciale, tertiaire, artisanale ou touristique ;
- Création et réalisation de zone d'aménagement concertée ;
- Protection et mise en valeur de l'environnement; La commission environnement de la CCPG assure l'entretien de 1 500 m de haie dans chacune des 7 commune de l'intercommunalité ;
- Tourisme.

## Patrimoine culturel
Les ducasses
La ducasse est une fête traditionnelle, elle trouve son origine dans les dédicaces que les croyants organisaient pour honorer les saints patrons de leurs villes.
- Ducasse d'Oudezeele le 2e dimanche de juillet.
- Ducasse de Steenvoorde le dimanche qui suit le 14 juillet.

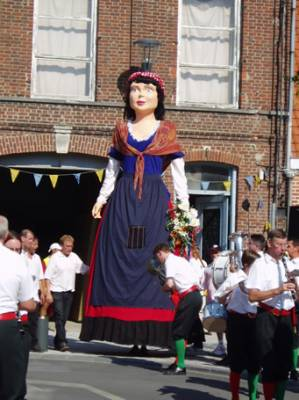
La Belle Hélène

- Ducasse d'Houtkerque, le dernier dimanche de juin.
- Ducasse de Terdeghem le 3e dimanche de juin.
- Ducasse d'Eecke le 2e dimanche de septembre.
- Ducasse de Winnezeele le week-end de la Pentecôte.
- Ducasse de St Sylvestre Cappel le 1er dimanche de juillet.

Les Géants
Dans le pays, il n'y a pas de fête sans Géants. En flamand on les appelle Reuze ou Reus. Dans la région de Douai ils sont appelés les Gayants. Les géants du Nord sont des représentations de personnages légendaires ou historiques, des figures locales. Hauts de plusieurs mètres ils sont portés dans les rues lors des Fêtes, carnaval, braderie et ducasse.
- Jules Boomzaeger, géant créé en 1971 (Eecke)
- Julia la Cantinière, géante créée en 2005 (Oudezeele)
- Jeannot le Boulanger, géant créé en 1990 (Oudezeele)
- la Belle Hélène, géante créée en 1853 (Steenvoorde)
- Jean le Bûcheron, géant créé en 1914 (Steenvoorde)
- Jacobus, géant créé en 2004 (Steenvoorde)
- Rosalie, la Laitière du Ryvelde, géante créée en 1993 (Steenvoorde)
- Jean-Charles, géant créé en 2002 (Steenvoorde)
- Sylvestre le Ménestrel géant créé en 2000 (Saint Sylvestre Cappel)
- Alain Débile, géant apparu le 5 juin 2006 (Winnezeele)

Les moulins
- Hoflandmeulen 1114 (Houtkerque)
- Le Steenmeulen 1864 (Terdeghem)
- Moulin de la Roome 2000 (Terdeghem)
- Le Noormeulen 1576 (Steenvoorde)
- Le Drievenmeulen 1774 (Steenvoorde)

## Événement
En 2006, l'intercommunalité du Pays des Géants, Euradif et la région Nord-Pas-de-Calais sponsorisent et soutiennent Christophe Henry à la 1re course transatlantique à la rame et en solitaire (Rames-Guyane) reliant Saint-Louis du Sénégal à Cayenne en Guyane.